# Vesicularia subchlorotica
Vesicularia subchlorotica är en bladmossart som beskrevs av Brotherus 1929. Vesicularia subchlorotica ingår i släktet Vesicularia och familjen Hypnaceae. Inga underarter finns listade i Catalogue of Life.